# قرار مجلس الأمن التابع للأمم المتحدة رقم 116
القرار 116 هو قرار لمجلس الأمن التابع للأمم المتحدة صوت عليه في 26 يوليو 1956 ويتعلق بالجمهورية التونسية حيث يطلب من الجمعية العامة للأمم المتحدة بأن تقبل تونس كدولة جديدة عضوة.

## السياق التاريخي
تحصلت تونس على استقلالها عن فرنسا في 20 مارس 1956، وذلك أربعة أشهر ونصف فقط قبل هذا القرار.

## النص
« 
مجلس الأمن،

بعد النظر في طلب تونس في عضويتها،

يوصي الجمعية العامة بقبول تونس كعضو في منظمة الأمم المتحدة.

اتخذ بالإجماع في الجلسة 732.
 »

## مقالات ذات صلة
- الأمم المتحدة
- مجلس الأمن التابع للأمم المتحدة
- قرار مجلس الأمن التابع للأمم المتحدة
- قرار الجمعية العامة للأمم المتحدة
- قائمة قرارات مجلس الأمن التابع للأمم المتحدة

## روابط خارجية
- ميثاق الأمم المتحدة، الموقع الرسمي للأمم المتحدة.